# جواد الأندلسي
جواد عباد الأندلسي من مواليد 15 يوليو 1955 في مدينة الدار البيضاء، هو لاعب كرة قدم مغربي سابق لعب معضم مسيرته لنادي الرجاء الرياضي كما لعب في صفوف أندية الوداد، الشباب السعودي وتونغ سينغ [الإنجليزية] الصيني بالإضافة لمشاركته الدولية مع المنتخب المغربي.

## مسيرته

### مع الأندية
ولد جواد الأندلسي في 15 يوليو 1955 في حي درب السلطان بمدينة الدار البيضاء. بدأ لعب كرة القدم في حيه في سن مبكرة، ثم التحق بمركز تكوين نادي الرجاء الرياضي ونجح في اجتياز الاختبارات التقنية تحت إشراف المدرب غلام، حيث لعب مع الفئات العمرية الصغرى.
كان لاعباً دفاعياً ماهراً وبارعاً بالتحكم في الكرة، وانضم إلى الفريق الأول في سن 18 عامًا تحت قيادة المدرب الهنغاري بال أوروس في عام 1973. وشارك في أول مباراة له مع الفريق الأول ضد النادي القنيطري في موسم 1973-1974 وانتهت المباراة بالتعادل 2-2. في عام 2002، غادر المغرب للعيش في كندا.

### مع المنتخب
اُختير جواد الأندلسي في عام 1976 من قبل المدرب الروماني جورجي ميردوريسكو ضمن قائمة من 20 لاعبًا للمشاركة في كأس الأمم الإفريقية 1976.
سافر أسود الأطلس إلى إثيوبيا للمشاركة في البطولة للمرة الثانية. في هذا الدورة، قام الاتحاد الإفريقي لكرة القدم بتطبيق نظام جديد يؤهل أول فريقين في المجموعتين "أ" و"ب" إلى المرحلة النهائية. بدأ المنتخب المغربي البطولة في 1 مارس 1976 وتعادل في المباراة الأولى أمام منتخب السودان، قبل أن ينتصر على منتخب جمهورية الكونغو بفضل هدف عبد العالي زهراوي في الدقيقة 80 مما سمح للمغاربة بالفوز بنقطتين إضافيتين. لتأتي بعدها المباراة المهمة ضد منتخب نيجيريا، الفريق الرائد في المجموعة. تأخر المغرب في النتيجة منذ الدقيقة الخامسة، ولكنه نجح في قلب الطاولة والفوز بالمباراة بنتجة 3-1. بفضل هذا الفوز، تأهل المنتخب المغربي إلى المرحلة النهائية.
في المرحلة النهائية، فاز المنتخب المغربي في مباراته الأولى على منتخب مصر، بطل إفريقيا لمرتين، بفضل هدف متأخر من عبد العالي زهراوي (2-1). في الجولة الثانية، التقى المغرب مرة أخرى مع نيجيريا. في هذه المباراة وكمل في المباراة الأولى، افتتح النيجيريون التسجيل قبل أن يسجل كل من أحمد فراس ورضوان قزار هدفين. برصيد 4 نقاط، لعب المغرب مباراته الحاسمة الأخيرة في 14 مارس 1976 ضد غينيا التي امتلكت 3 نقاط وكانت تحتاج للفوز من أجل حسم اللقب. تحول النهائي لصالح الغينيين الذين سجلوا الهدف الأول في الدقيقة 33، قبل أن يعادل أحمد مكروح النتيجة بتسديدة من بعيد في الدقيقة 86، مما منح أسود الأطلس الأول لقب قاري لهم. شارك جواد الأندلسي في مبارتين ضمن هذه البطولة.

## الإنجازات

#### إنجازاته مع الأندية
| نادي الرجاء الرياضي - البطولة الوطنية المغربية: - الوصيف: 1973-74. - كأس العرش (2): - البطل: 1973-74 و1976-77. |  | نادي الوداد الرياضي - كأس العرش (1): - البطل: 1980-81. |  | نادي الشباب (السعودية) - دوري الدرجة الأولى السعودي (1): - البطل: 1979. |

#### إنجازاته مع المنتخب
- كأس الأمم الأفريقية (1):
  - البطل: 1976.